# 謝緝
謝緝（1442年—？），字維熙，江西撫州府樂安縣人，官籍，明朝政治人物。

## 生平
江西鄉試第二十七名舉人。成化十七年（1481年）中式辛丑科會試第五十名，三甲第一百四十九名進士。授湖廣醴陵縣知縣，官處州府知府。

## 家族
曾祖謝伯順；祖父謝永昭，贈郎中；父謝輔，右布政使。母余氏（封夫人）。永感下。兄謝紘（教授）、謝紹（刑部员外郎）、謝綬（右參政）、謝紳。